# Häggholmen (Ekerö)
Häggholmen is een Zweeds schiereiland in het Mälarmeer en maakt deel uit van de gemeente Ekerö. Het schiereiland zit vast aan het eiland Björkö. Het is onbebouwd. 